# 데르 엘 바하리

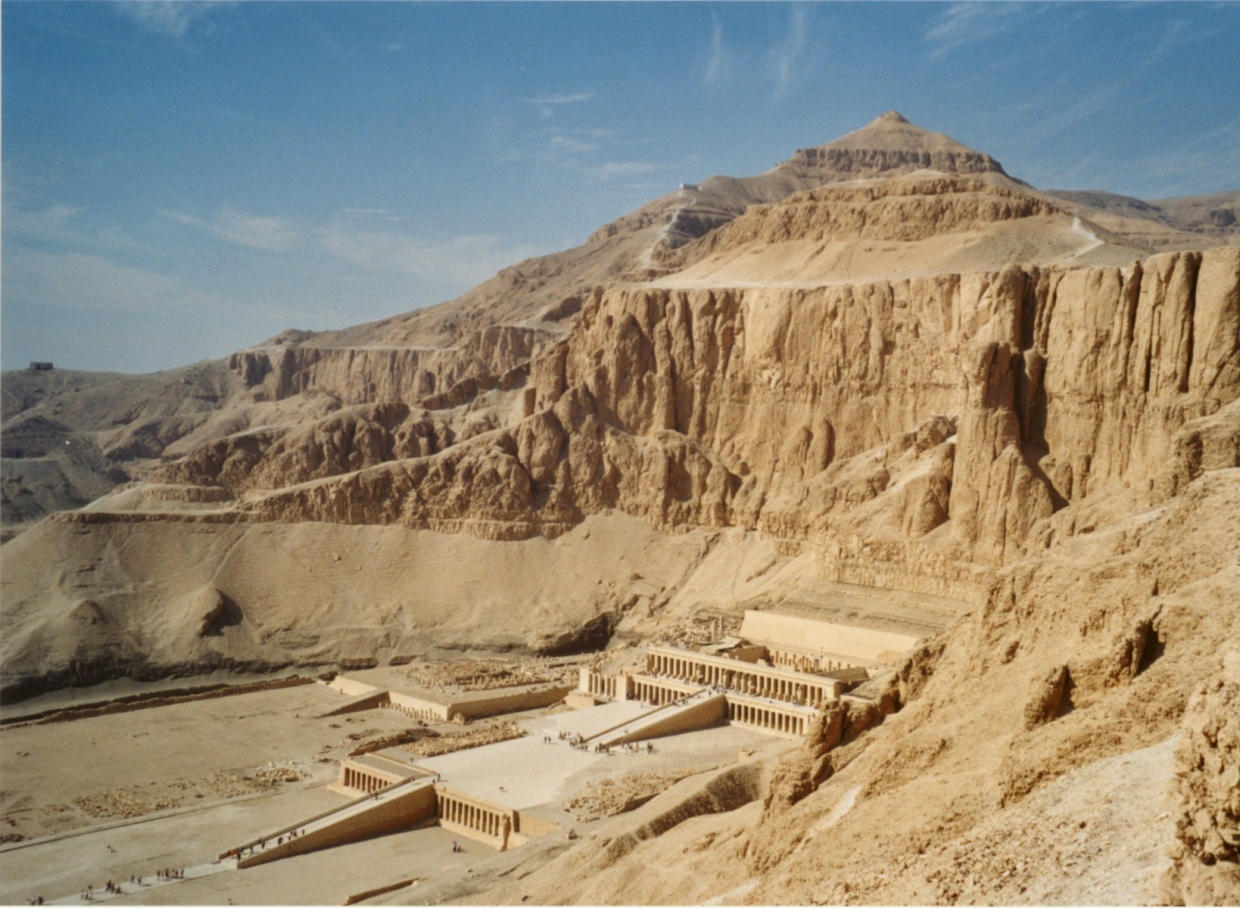

데르 엘 바하리(아랍어: الدير البحري, Deir el-Bahari, Dayr al-Bahri)는 이집트 테베의 서쪽, 나일강 대안의 유적이다. 왼편에는 제11왕조 멘투헤테프 3세의 장제전(葬祭殿)이 있다. 돌벽의 기울어진 면에 줄지은 기둥을 가진 3층의 구조물이 지어졌는데, 제2층 원형의 넓은 방 위에는 피라미드가 놓여졌다. 각층은 기울어진 길로 연결되었다. 이 건물의 오른편에는 이 건물의 구조를 보고 만든 제18왕조 하트솁수트 여왕의 신전이 있다. 오른편 건물이 잘 보존되어 있다.
유네스코 세계문화유산에 속한다.

## 같이 보기
- 테베 (이집트)